# Fan Yunjie
Fan Yunjie (chinesisch 范運傑 / 范运杰, Pinyin Fàn Yùnjié; * 29. April 1972 in Zhengzhou) ist eine ehemalige chinesische Fußballspielerin.

## Karriere

### Spielerin
Bereits beim Fußball-Turnier der Olympischen Spiele 1996 war sie Teil der chinesischen A-Nationalmannschaft. Am Ende gewann sie mit ihrer Mannschaft hier auch die Silber-Medaille. Danach war sie auch mit im Kader der Mannschaft bei der Weltmeisterschaft 1999 dabei. Hier scheiterte sie mit ihrem Team am Ende im Finale gegen die USA aber erneut und so wurde man wieder nur Zweiter. Bei den Olympischen Spielen 2000 schaffte sie es mit ihrer Mannschaft diesmal jedoch nicht aus der Gruppenphase hinaus. Bei der Weltmeisterschaft 2003 reichte es nun auch nur bis zum Viertelfinale. Im darauffolgenden Jahr war sie nun schon ein drittes Mal bei den Olympischen Spielen dabei, wo sie mit ihrem Team diesmal aber auch wieder nicht weiterkam.

### Trainerin
Im Jahr 2022 war sie kurzzeitig Trainerin bei Henan Songshan Longmen.